# Liudmila Ocherétnaya
Liudmila Aleksándrovna Ocherétnaya, anteriormente Liudmila Aleksándrovna Pútina, y de nacimiento Liudmila Shkrébneva (en ruso, Людми́ла Алекса́ндровна Пу́тина; Kaliningrado RSFS de Rusia, Unión Soviética, 6 de enero de 1958), es la exesposa del presidente de la Federación de Rusia Vladímir Putin y ex primera dama de la nación.

## Infancia y educación

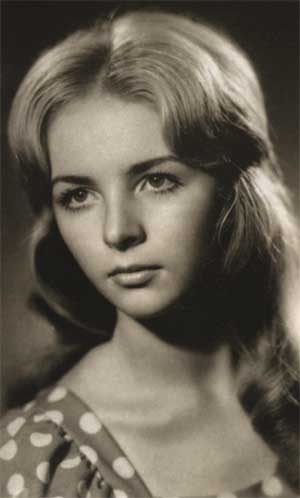
Liudmila de joven, alrededor de la década de 1970

Liudmila nació en Kaliningrado, Unión Soviética. Es la hija de Aleksandr Abrámovich Shkrébnev (Александр Абрамович Шкребнев) y Yekaterina Tíjonovna Shkrébneva (Екатерина Тихоновна Шкребнева). Su padre trabajó en la Planta Mecánica de Kaliningrado.
Fue educada como una lingüista. En 1986, se graduó en la rama de idioma español y filología del Departamento de Filología de la Universidad Estatal de Leningrado.

## Carrera
En sus años tempranos era una azafata de Aeroflot. De 1990 a 1994 enseñó alemán en el Departamento de Filología de la Universidad Estatal de Leningrado. Durante algunos años hasta 1999 ella fue una representante de Moscú de la JSC.
Mantuvo un perfil bajo en la política rusa, generalmente evitando el centro de atención excepto si era requerido por un protocolo y restringiendo su rol público para apoyar declaraciones sobre su marido.

## Casamiento y divorcio

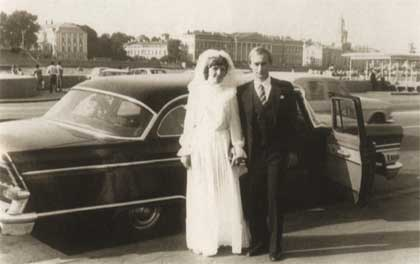
Liudmila y Putin el día de su casamiento (29 de julio de 1983).

Liudmila conoció a Putin en Leningrado y se casaron el 29 de julio de 1983. La pareja tiene dos hijas, María Vorontsova (nacida en 1985) y Katerina Tíjonova (nacida en 1986 en Dresde, Alemania Oriental). Fueron a la Escuela Alemana de Moscú (Deutsche Schule Moskau) hasta el nombramiento de Putin como primer ministro en 1999. Sus fotografías no son publicadas por los medios rusos y no se ha visto ningún retrato familiar.
El 6 de junio de 2013, Liudmila y Putin anunciaron públicamente el divorcio basado en una decisión mutua. El anuncio de divorcio fue hecho en una cámara para los medios rusos. En abril de 2014, los medios confirmaron que su divorcio había sido finalizado.
En enero de 2016, Liudmila estaba en medio de una conspiración de medios sobre su nuevo matrimonio con un hombre llamado Artur Ocheretny en principios de 2015.

## Sanciones
Tras la invasión rusa de Ucrania en 2022, Liudmila fue sancionada por el Reino Unido el 13 de mayo de ese año. El Ministerio de Relaciones Exteriores y de la Mancomunidad de Naciones declaró que Liudmila se ha "beneficiado de relaciones comerciales preferenciales con entidades de propiedad estatal".